# Liste des gouverneurs du Mississippi
Le gouverneur du Mississippi (en anglais : Governor of Mississippi) est le chef de la branche exécutive du gouvernement de l'État américain du Mississippi.

## Histoire
Le Mississippi fut d'abord une colonie espagnole avant d'être un territoire des États-Unis d'Amérique en 1798. Avant 1804, une partie du Mississippi appartenait à l'État de Géorgie. La partie sud du Mississippi s'autoproclama république de Floride occidentale en 1810. Elle n'eut qu'un seul président, Fulwar Skipwith.

## Élection
Le gouverneur est élu au scrutin majoritaire à deux tours pour un mandat de quatre ans, renouvelable une seule fois. Est élu au premier tour le candidat ayant recueilli la majorité absolue des suffrages. À défaut, les deux candidats arrivés en tête s'affrontent lors d'un second tour, et celui recueillant le plus de suffrages est déclaré élu.
Avant 1987, la mandat était de quatre ans non renouvelable. Avant le référendum de 2020, le mode de scrutin en vigueur était celui du scrutin uninominal majoritaire à un tour avec pour condition une majorité relative des suffrages dans une majorité absolue des 122 districts utilisés pour l'élection des membres de la Chambre des représentants. À défaut, l'élection était confiée en dernier ressort à cette dernière.

## Gouverneurs du territoire du Mississippi (1798-1817)
| No | Nom                     | Parti                 | Mandat                       |
| -- | ----------------------- | --------------------- | ---------------------------- |
| 1  | Winthorp Sargent        | Fédéraliste           | 7 mai 1798–25 mai 1801       |
| 2  | William C. C. Claiborne | Républicain-démocrate | 25 mai 1801–1er mars 1805    |
| 3  | Robert Williams         | Républicain-démocrate | 1er mars 1805–7 mars 1809    |
| 4  | David Holmes            | Républicain-démocrate | 7 mars 1809–10 décembre 1817 |

## Gouverneurs de l'État du Mississippi depuis 1820
| No | Nom                   | Début de mandat  | Fin de mandat    | Parti                 | Observations                                                                                    |
| -- | --------------------- | ---------------- | ---------------- | --------------------- | ----------------------------------------------------------------------------------------------- |
| 1  | David Holmes          | 10 décembre 1817 | 5 janvier 1820   | Républicain-démocrate |                                                                                                 |
| 2  | George Poindexter     | 5 janvier 1820   | 7 janvier 1822   | Républicain-démocrate |                                                                                                 |
| 3  | Walter Leake          | 7 janvier 1822   | 17 novembre 1825 | Républicain-démocrate | mort en fonction                                                                                |
| 4  | Gerard Brandon        | 17 novembre 1825 | 7 janvier 1826   | Démocrate             | Lieutenant-gouverneur, il termine le mandat de son prédécesseur.                                |
| 5  | David Holmes          | 7 janvier 1826   | 25 juillet 1826  | Démocrate             | Malade, il démissionne                                                                          |
| 6  | Gerard Brandon        | 25 juillet 1826  | 9 janvier 1832   | Démocrate             |                                                                                                 |
| 7  | Abram M. Scott        | 9 janvier 1832   | 12 juillet 1833  | Démocrate             | mort en fonction                                                                                |
| 8  | Charles Lynch         | 12 juillet 1833  | 20 novembre 1833 | Démocrate             | Président du Sénat, termine le mandat.                                                          |
| 9  | Hiram Runnels         | 20 novembre 1833 | 20 novembre 1835 | Démocrate             |                                                                                                 |
| 10 | John A. Quitman       | 3 décembre 1835  | 7 janvier 1836   | Whig                  | intérim                                                                                         |
| 11 | Charles Lynch         | 7 janvier 1836   | 8 janvier 1838   | Démocrate             |                                                                                                 |
| 12 | Alexander G. McNutt   | 8 janvier 1838   | 10 janvier 1842  | Démocrate             |                                                                                                 |
| 13 | Tilghman Tucker       | 10 janvier 1842  | 10 janvier 1844  | Démocrate             |                                                                                                 |
| 14 | Albert G. Brown       | 10 janvier 1844  | 10 janvier 1848  | Démocrate             |                                                                                                 |
| 15 | Joseph W. Matthews    | 10 janvier 1848  | 10 janvier 1850  | Démocrate             |                                                                                                 |
| 16 | John A. Quitman       | 10 janvier 1850  | 3 février 1851   | Démocrate             | Démissionne à la suite de son rôle dans une tentative illégale pour annexer Cuba aux États-Unis |
| 17 | John I. Guion         | 3 février 1851   | 4 novembre 1851  | Démocrate             | Président du Sénat, il termine le mandat.                                                       |
| 18 | James Whitfield       | 24 novembre 1851 | 10 janvier 1852  | Démocrate             | Président du Sénat, il termine le mandat.                                                       |
| 19 | Henry S. Foote        | 10 janvier 1852  | 5 janvier 1854   | Démocrate unioniste   | Il démissionne à cause des tensions politiques.                                                 |
| 20 | John J. Pettus        | 5 janvier 1854   | 10 janvier 1854  | Démocrate             | Président du Sénat, il termine le mandat de son prédécesseur.                                   |
| 21 | John J. McRae         | 10 janvier 1854  | 16 novembre 1857 | Démocrate             |                                                                                                 |
| 22 | William McWillie      | 16 novembre 1857 | 21 novembre 1859 | Démocrate             |                                                                                                 |
| 23 | John J. Pettus        | 21 novembre 1859 | 16 novembre 1863 | Démocrate             |                                                                                                 |
| 24 | Charles Clark         | 16 novembre 1863 | 22 mai 1865      | Démocrate             | Son mandat prend fin avec son arrestation par les forces de l'Union                             |
| 25 | William L. Sharkey    | 13 juin 1865     | 16 octobre 1865  |                       | Nommé par le Président des États-Unis Andrew Johnson à la fin de la guerre civile.              |
| 26 | Benjamin G. Humphreys | 16 octobre 1865  | 15 juin 1868     | Démocrate             | Forcé à démissionner par les forces fédérales.                                                  |
| 27 | Adelbert Ames         | 15 juin 1868     | 10 mars 1870     | Militaire             | Nommé et quitte ses fonctions à la fin de la période de reconstruction.                         |
| 28 | James L. Alcorn       | 10 mars 1870     | 30 novembre 1871 | Républicain           | Démissionnaire.                                                                                 |
| 29 | Ridgley C. Powers     | 30 novembre 1871 | 4 janvier 1874   | Républicain           | Lieutenant-gouverneur, il termine le mandat de son prédécesseur.                                |
| 30 | Adelbert Ames         | 4 janvier 1874   | 20 mars 1876     | Républicain           | Soumis à une mesure d'Impeachment, il démissionne et les charges sont abandonnées.              |
| 31 | John M. Stone         | 20 mars 1876     | 29 janvier 1882  | Démocrate             | Président du Sénat, termine le mandat puis est élu.                                             |
| 32 | Robert Lowry          | 2 janvier 1882   | 13 janvier 1890  | Démocrate             |                                                                                                 |
| 33 | John M. Stone         | 13 janvier 1890  | 20 janvier 1896  | Démocrate             |                                                                                                 |
| 34 | Anselm J. McLaurin    | 20 janvier 1896  | 16 janvier 1900  | Démocrate             |                                                                                                 |
| 35 | Andrew H. Longino     | 16 janvier 1900  | 19 janvier 1904  | Démocrate             |                                                                                                 |
| 36 | James K. Vardaman     | 19 janvier 1904  | 21 janvier 1908  | Démocrate             |                                                                                                 |
| 37 | Edmond Noel           | 21 janvier 1908  | 16 janvier 1912  | Démocrate             |                                                                                                 |
| 38 | Earl L. Brewer        | 16 janvier 1912  | 18 janvier 1916  | Démocrate             |                                                                                                 |
| 39 | Theodore G. Bilbo     | 18 janvier 1916  | 18 janvier 1920  | Démocrate             |                                                                                                 |
| 40 | Lee M. Russell        | 18 janvier 1920  | 18 janvier 1924  | Démocrate             |                                                                                                 |
| 41 | Henry L. Whitfield    | 18 janvier 1924  | 18 mars 1927     | Démocrate             | mort en fonction                                                                                |
| 42 | Dennis Murphree       | 18 mars 1927     | 16 janvier 1928  | Démocrate             | Lieutenant-gouverneur, il termine le mandat de son prédécesseur.                                |
| 43 | Theodore G. Bilbo     | 16 janvier 1928  | 19 janvier 1932  | Démocrate             |                                                                                                 |
| 44 | Martin Sennett Conner | 19 janvier 1932  | 21 janvier 1936  | Démocrate             |                                                                                                 |
| 45 | Hugh L. White         | 21 janvier 1936  | 16 janvier 1940  | Démocrate             |                                                                                                 |
| 46 | Paul B. Johnson, Sr.  | 16 janvier 1940  | 26 décembre 1943 | Démocrate             | Il meurt en fonction.                                                                           |
| 47 | Dennis Murphree       | 26 décembre 1943 | 18 janvier 1944  | Démocrate             | Lieutenant-gouverneur, il termine le mandat de son prédécesseur.                                |
| 48 | Thomas L. Bailey      | 18 janvier 1944  | 2 novembre 1946  | Démocrate             | Il meurt en fonction.                                                                           |
| 49 | Fielding L. Wright    | 2 novembre 1946  | 22 janvier 1952  | Démocrate             | Lieutenant-gouverneur, il termine le mandat de son prédécesseur puis est élu.                   |
| 50 | Hugh L. White         | 22 janvier 1952  | 17 janvier 1956  | Démocrate             |                                                                                                 |
| 51 | James P. Coleman      | 17 janvier 1956  | 19 janvier 1960  | Démocrate             |                                                                                                 |
| 52 | Ross R. Barnett       | 19 janvier 1960  | 21 janvier 1964  | Démocrate             |                                                                                                 |
| 53 | Paul B. Johnson, Jr.  | 21 janvier 1964  | 16 janvier 1968  | Démocrate             |                                                                                                 |
| 54 | John Bell Williams    | 16 janvier 1968  | 18 janvier 1972  | Démocrate             |                                                                                                 |
| 55 | William Waller        | 18 janvier 1972  | 20 janvier 1976  | Démocrate             |                                                                                                 |
| 56 | Cliff Finch           | 20 janvier 1976  | 22 janvier 1980  | Démocrate             |                                                                                                 |
| 58 | William Winter        | 22 janvier 1980  | 10 janvier 1984  | Démocrate             |                                                                                                 |
| 59 | William Allain        | 10 janvier 1984  | 12 janvier 1988  | Démocrate             |                                                                                                 |
| 60 | Ray Mabus             | 12 janvier 1988  | 14 janvier 1992  | Démocrate             |                                                                                                 |
| 61 | Kirk Fordice          | 14 janvier 1992  | 11 janvier 2000  | Républicain           | Premier gouverneur républicain depuis 1876                                                      |
| 62 | Ronnie Musgrove       | 11 janvier 2000  | 13 janvier 2004  | Démocrate             |                                                                                                 |
| 63 | Haley Barbour         | 13 janvier 2004  | 10 janvier 2012  | Républicain           |                                                                                                 |
| 64 | Phil Bryant           | 10 janvier 2012  | 14 janvier 2020  | Républicain           |                                                                                                 |
| 65 | Tate Reeves           | 14 janvier 2020  | en fonction      | Républicain           |                                                                                                 |